# Minoscellus caecus
Minoscellus caecus är en kräftdjursart som beskrevs av Albert Vandel1957. Minoscellus caecus ingår i släktet Minoscellus och familjen Trichoniscidae. Inga underarter finns listade i Catalogue of Life.